# 青年路站 (北京市)
青年路站是一个位于中国北京市朝阳区八里庄街道与平房地区交界朝阳北路、青年路交叉口，属于北京地铁6号线的地铁车站。于2012年12月30日投入使用。

## 位置
该站位于朝阳北路（东西向）和青年路、四季星河西路（均为南北向）的两个交口之间。车站呈东西走向。

## 结构

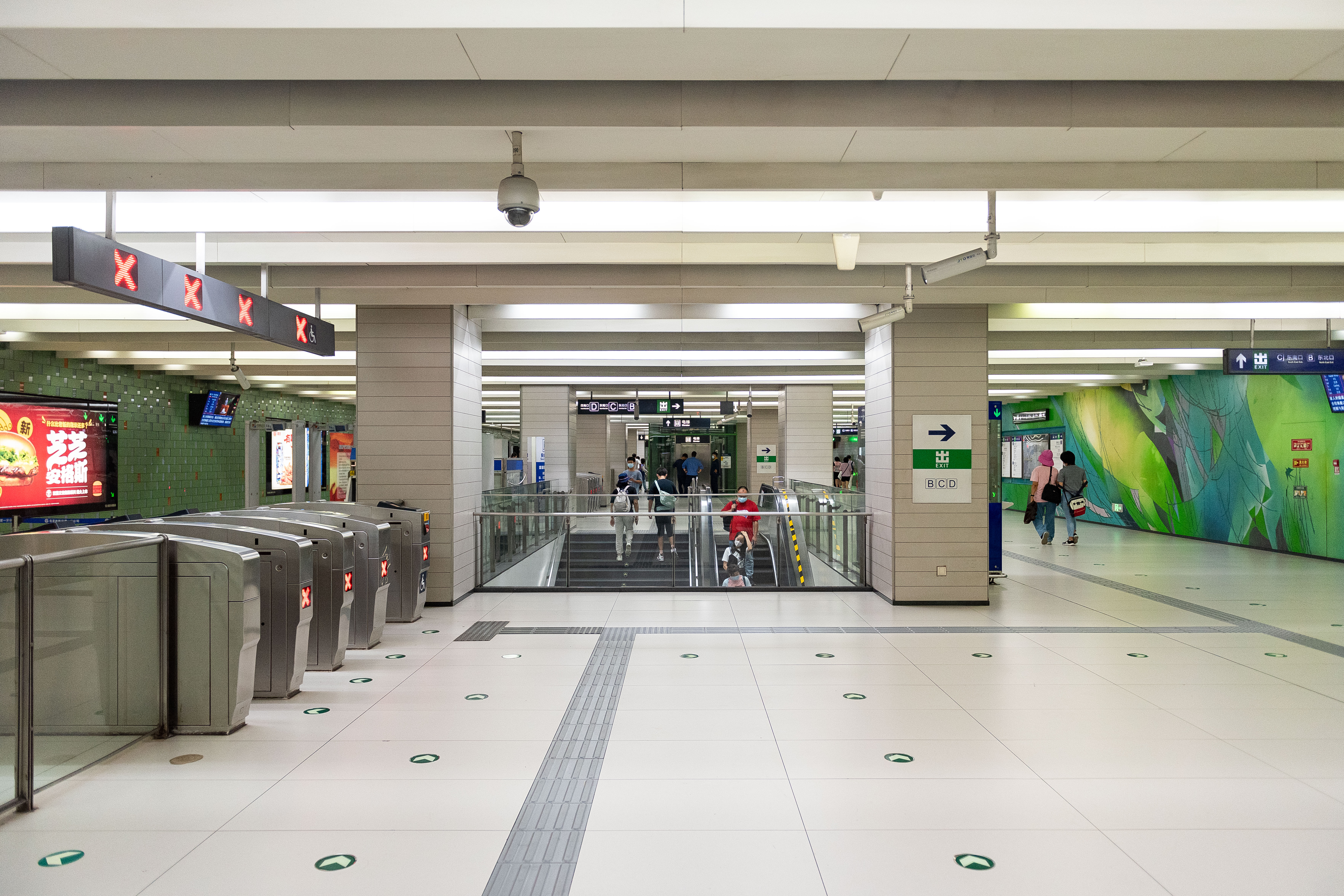
站厅（2021年7月摄）

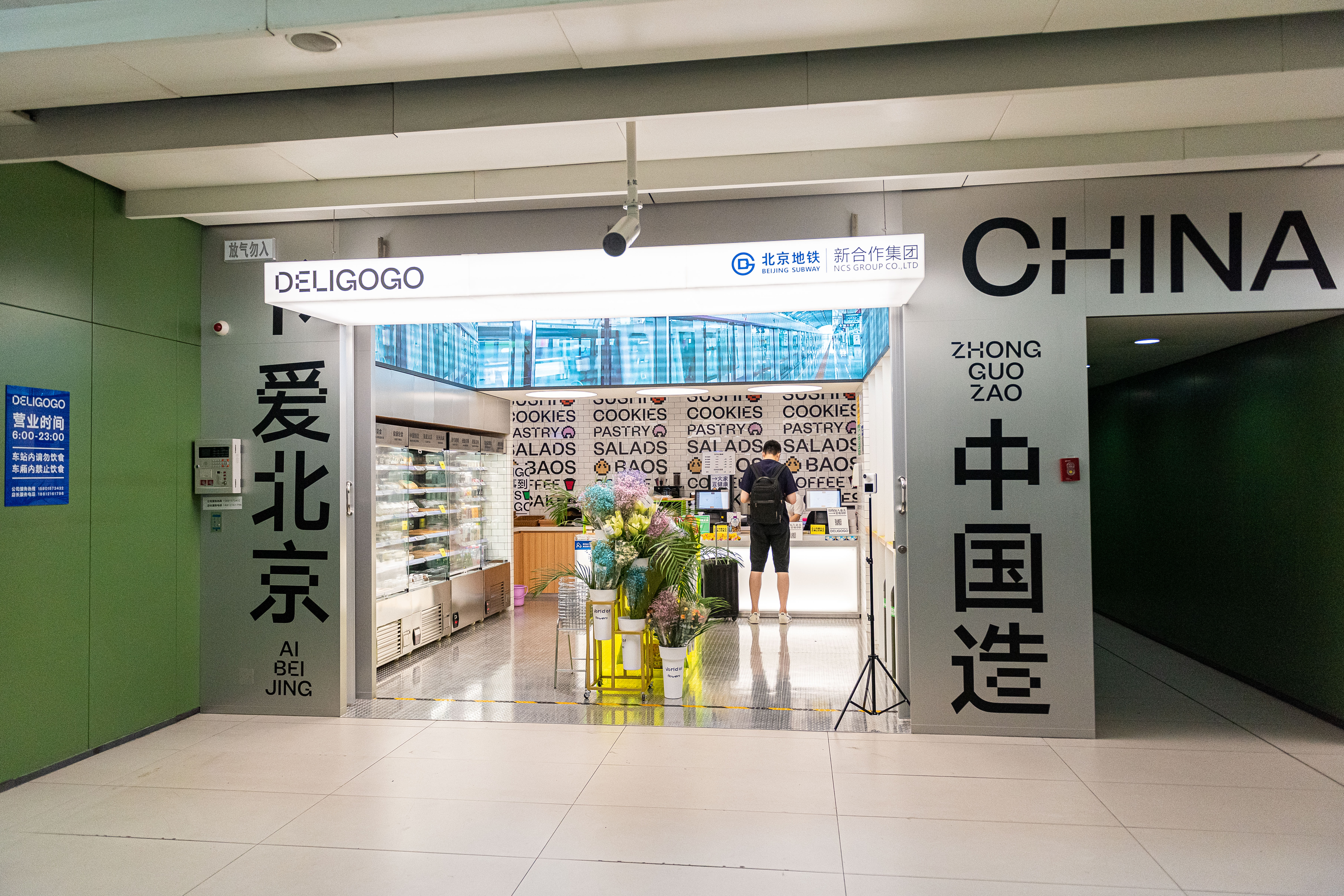
站厅西侧的便利店（2021年7月摄）

青年路站为地下两层双柱三跨岛式车站，没有快车越行线。车站工程全长563米，宽12米，站厅设有题为《春潮涌动》的艺术墙。站厅非付费区西侧于2021年7月25日开设中华全国供销合作总社旗下DELIGOGO便利店（后改名为D+）。
| 地面层          | 街道                    | A—D出入口                                |
| 地下一层 站厅层 | 站厅                    | 客务中心、自动售票机、进出站闸机、便利店 |
| 地下二层 站台层 |                         | █ 6号线往金安桥（十里堡）                |
| 地下二层 站台层 | 岛式站台，左側開门      |                                          |
| 地下二层 站台层 | █ 6号线往潞城（褡裢坡） |                                          |

## 出入口

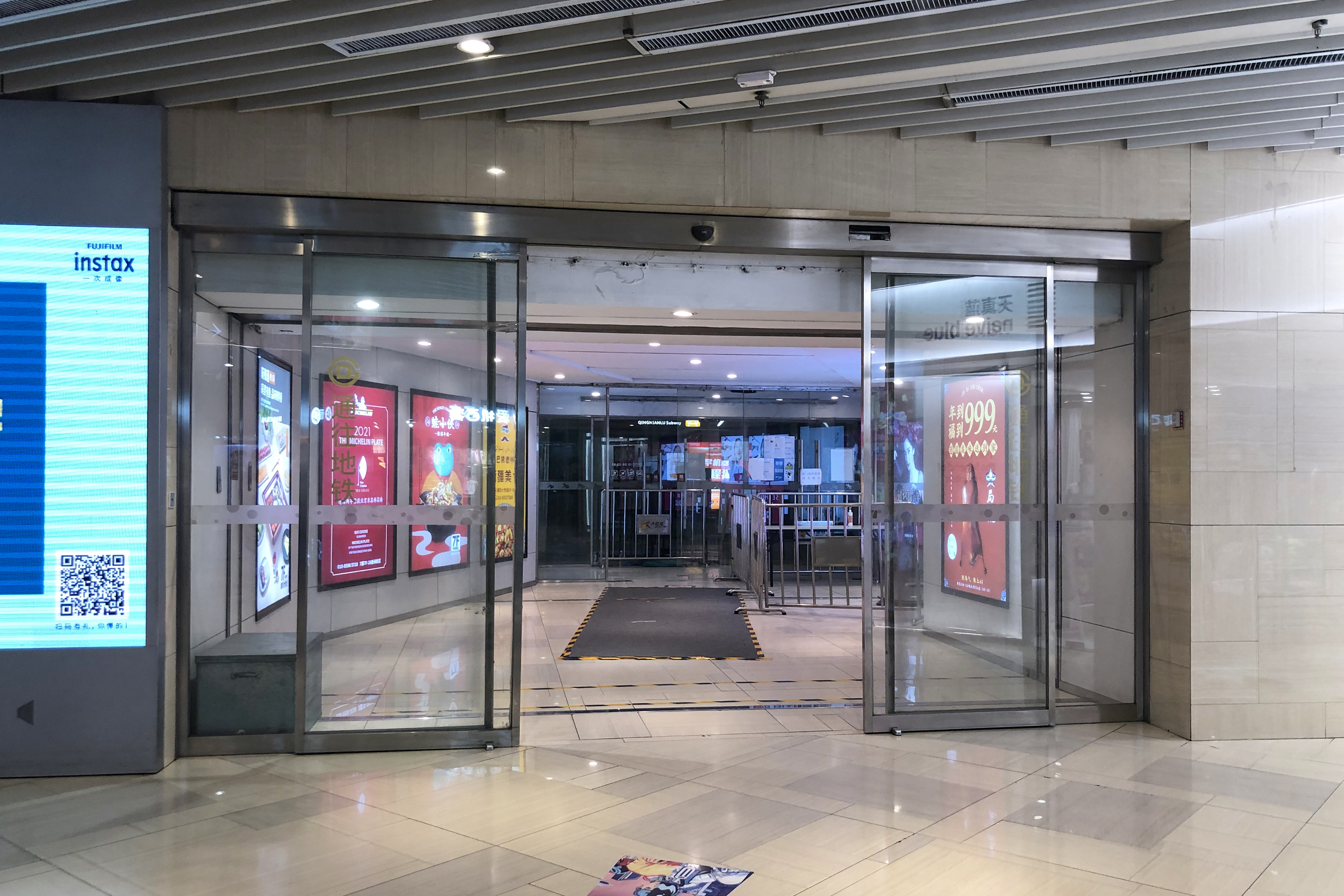
朝阳大悦城地下一层的地铁入口

|                       |                  |                                              |      |            |
| 编号                  | 指示             | 建议前往的目的地                             | 图片 | 无障碍设施 |
| 出口 · B              | 朝阳北路（北侧） | 朝阳大悦城、青年路小区、北京朝阳站方向公交车 |      | 不適用     |
| 出口 · C · 升降机标志 | 朝阳北路（南侧） | 天鹅湾、朝阳雅筑                             |      |            |
| 出口 · D              | 朝阳北路（南侧） | 佳亿·青年汇、珠江罗马嘉园                    |      | 不適用     |
| 註： 設有             |                  |                                              |      |            |

## 利用状况
本站通过2条公交线路接驳北京朝阳站，2021年10月6日、7日曾实施上下行（双方向）末班车延长30分钟的措施，以服务北京朝阳站返京旅客。2023年1月27日（正月初六），本站亦曾实施末班车双向延后的措施，地面公交亦增开了北京朝阳站直达本站的摆渡车。
此外，本站的开通使得2010年开业的朝阳大悦城一改最初经营的颓势，开始吸引以青年人士为主的客群。